# Offener Kanal Hamm
Der Offene Kanal Hamm war ein im Jahre 1993 gegründeter Fernsehsender. Der Offene Kanal Hamm war Mitglied im Bundesverband der Offenen Kanäle (BOK). Das Programm wurde zuletzt im Kabelnetz der Stadt Hamm (sowie Teilen von Ahlen und Dolberg) an über 40.000 Haushalte über den Sonderkanal 21 (im Kabelnetz der ish) ausgestrahlt.

## Geschichte
Der Sender ging am 3. Oktober 1993 auf Sendung, damals noch in den Senderäumen in der Kulturwerkstatt in der Oberonstraße. Im Dezember 2004 fand ein Umzug in die Stadthausstraße statt, wo der Offene Kanal Hamm gemeinsam mit mehreren Organisationen wie z. B. dem Medienzentrum der Stadt Hamm zu finden war.
Der Offene Kanal Hamm stellte am 31. Oktober 2008 wegen fehlender Finanzierung und mangelnder ehrenamtlicher Mitarbeiter den Sendebetrieb ein.

## Programm
Der Offene Kanal Hamm war ein offener Kanal in NRW. Das Programm wurde von den Bürgern aus Hamm selbst verantwortet und reichte von Urlaubsfilmen bis zu redaktionellen Beiträgen. Für die meisten regelmäßigen Sendungen gab es Produktionsgruppen, aber es beteiligten sich auch Einzelpersonen an der Programmerstellung.

## Sendungen
- 5 Vor 5: War eine Nachrichtensendung die von 2003 bis 2005 regelmäßig montags und mittwochs live fünf Minuten vor dem richtigen (aufgenommenen) Programm gesendet wurde. Moderator war Tim Reckmann.

- dZentral: War ein Projekt von Auszubildenden, die eine Musiksendung für mehrere offene Kanäle produzierten. Gefördert wurde das Projekt von Nordmedia und dem NDR.

- Fax’n’Fon: Eine legendäre Call-in-Sendung, die von 1994 bis 1998 etwa 50-mal live gesendet wurde.

- La Voro: La Voro war eine Produktion des Bürgerfernsehens Marl und wurde in mehreren offenen Kanälen in NRW gesendet. Es war ein Ausbildungsmagazin für junge Leute; gefördert durch das Bildungszentrum Bürgermedien.

- Showsplitter: Showsplitter war eine Musiksendung mit Musikproduktionen aus Hamm und Umgebung. Jochen Gottwald förderte junge Künstler und präsentierte die Ergebnisse in unregelmäßigen Abständen.

- Thorstens Welt: Seit 2006 gab es diese regelmäßige Comedy-Sendung. Der Moderator ging dabei in verschiedene Betriebe in Hamm und Umgebung und machte dort eine Menge Unsinn. Außerdem gab es in jeder Sendung einen Studiogast, und Fundstücke wurden vorgestellt.